# Karl Fredrik på Österlen
Karl Fredrik på Österlen är ett svenskt livsstilsprogram från 2020 med fokus på trädgårdsarbete och blommor. Programledare för serien är Karl Fredrik Gustafsson som tidigare setts i bland annat programmet Mandelmanns gård. Serien har premiär på TV4, TV4 Play och C More den 25 maj 2020.
Säsong 4 av serien hade premiär den 7 juni 2023. Den 8 september 2023 meddelades att programmet pausas.

## Handling
I serien får vi följa med till Karl Fredrik Gustafssons gård Eklaholm på Österlen i Skåne. I programmet bjuder Karl Fredrik på mängder av inspirerande tips för trädgården.